# Barbara M. Eggert

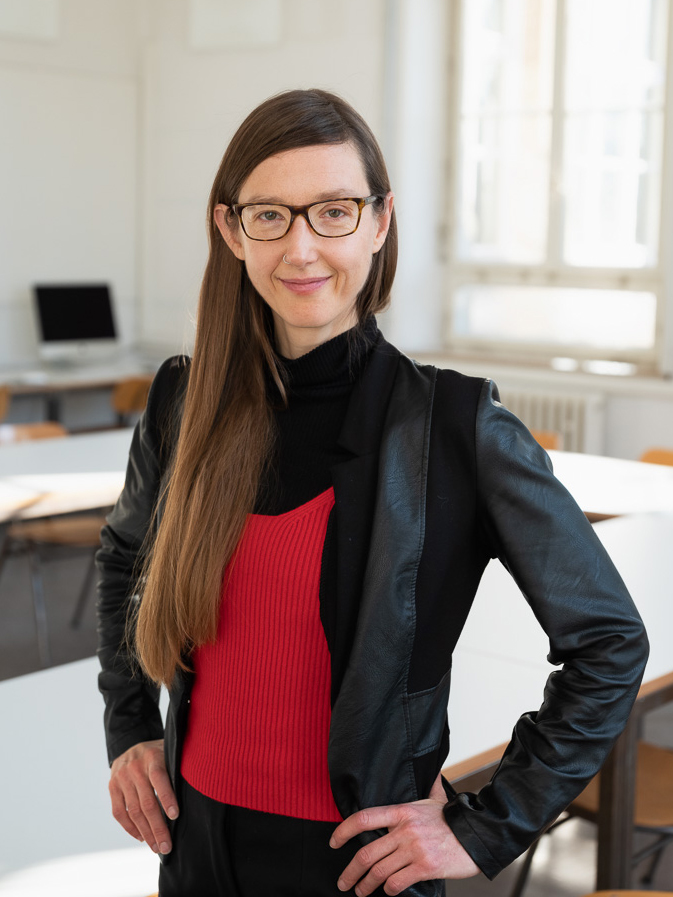
Barbara M. Eggert (2023)

Barbara Margarethe Eggert (* 25. September 1974 in Freiburg im Breisgau) ist eine deutsche Kunsthistorikerin, Comicforscherin und Rektorin der Merz Akademie, Hochschule für Gestaltung, Kunst und Medien, Stuttgart.

## Leben
Eggert studierte Germanistik und Kunstgeschichte an der Universität Hamburg. 2010 wurde sie mit der Dissertation „Decus et doctrina – Studien zu Funktionen mittelalterlicher Paramente (13. bis 16. Jahrhundert)“ promoviert. Es folgten ein Masterstudium Lebenslanges Lernen/Museumspädagogik und ein Studium der Rechtswissenschaften an der Humboldt-Universität zu Berlin.
Berufliche Stationen führten Eggert an die Kunstuniversität Linz im Institut für Kunst und Bildung, wo sie als Universitätsassistentin (post doc) in Lehre und Forschung arbeitete sowie an die Donau-Universität Krems, an der sie als Studiengangsleiterin im Bereich Kunst- und Kulturwissenschaften tätig war. Seit 2019 gehört Barbara M. Eggert zum Kernteam des internationalen NEXTCOMIC-Festivals. Seit 2023 ist sie Rektorin der Merz Akademie.

## Gremien und Ehrenämter (Auswahl)
- Vorstandsmitglied der AG Comicforschung – Deutsche Gesellschaft für Medienwissenschaft[5]
- Mitglied der Theologischen Gesellschaft für POP-, Kultur- und Religionserforschung[6]
- Mitglied im Organisationsteam NEXTCOMIC Festival Linz[7]
- Obfrau Kremser Kunstverein raumgreifend e.V. (bis Oktober 2021, seit November 2021 stellv. Leitung)[8][9]
- Vorstandsmitglied der Freunde und Förderer des Museums für Naturkunde e.V., Berlin[10] bis 2014.
- Akademische Mentorin im Projekt FAMOS* der Humboldt-Universität zu Berlin,[11] 2010 bis 2011 (*fachliche Betreuung ausländischer Studierender in bildungswissenschaftlichen Studiengängen)
- Mitglied im Verband Deutscher Kunsthistoriker (seit 2022: Deutscher Verband für Kunstgeschichte)[12]
- Mitglied im Museumsbund Österreich[13]

## Publikationen

### Kunst- und kulturwissenschaftliche Publikationen (Auswahl)
- Familie und Comic. Kritische Perspektiven auf soziale Mikrostrukturen in grafischen Narrationen, herausg. mit Kalina Kupczyńska und Véronique Sina, De Gruyter 2023[14][15]
- Agency in the Making: Distribution and Publication as Topics in Nicolas Mahler’s Die Goldgruber Chroniken and the Anthology Drawn & Quarterly; In: Comics and Agency, herausgegeben von: Vanessa Ossa, Jan-Noël Thon und Lukas R. A. Wilde, Band 1 der Reihe Comics Studies, De Gruyter 2023.[16]
- Comics as Coherence Machines? Case Studies on the Spectrum of Functions that Comics perform in Museums; In: Closure. Kieler e-Journal für Comicforschung #9.5 2023.[17]
- Never Judge a Book by Its Cover? Picturing the Interculturally Challenged Self in the Japanese Journals of European Comics Artists Dirk Schwieger, Inga Steinmetz, and Igort; In: Closure. Kieler e-Journal für Comicforschung #8 (2021), S. 143–161.[18]
- Barbarella – verpuppte Erwartungshaltungen. Ent/Kleidungen von Puppen und Androiden in den frühen Comicstrips von Jean-Claude Forest und der Filmadaptation durch Roger Vadim; In: de:do–: puppe - multidisziplinäre zeitschrift für mensch-puppen-diskurse (2020).[19]
- Clio at the Cloister. Re-stitching Mnemosyne. In: The Centre as Margin. Eccentric Perspectives on Art. Hg. von Joana Antunes et al., Malaga 2019, S. 213–230.[20]
- Aus dem Rahmen gefallen? Comics in der aktuellen Ausstellungspraxis in Österreich. In: neues museum 1/2 2018, S. 94–97.[21]
- Ausgezeichnet!? Kritische Gedanken zu (inter)nationalen Zertifizierungskulturen für Kulturgut sowie Museen und andere Sammlungsinstitutionen mit P. Strasser und E. Meneghini. In: neues museum 1/2 2018, S. 50–53.[22]
- Das andere Geschlecht im Altarraum – exklusive Textilien als inklusive Medien. Studien zum Gösser Ornat (1239–1269).In: IMAGE. Zeitschrift für interdisziplinäre Bildwissenschaft 28/2018, Themenheft Ikonische Grenzverläufe, S. 7–21.[23][24]
- Textile Perspectives. The Noli me tangere Motif on Medieval Liturgical Vestments. In: Noli Me Tangere: Text Image Context: Contributions of Exegesis, Art History, Philosophy and Literature Studies Concerning the Prohibition of Touch in John 20:17. Hg. von Barbara Baert, Reimund Bieringer et al., Leuven 2016, S. 253–269.[25]
- Performative Paramente. Zu Funktionen bildlicher Darstellungen auf liturgischen Gewändern im Kontext des Messrituals vom 13. bis 16. Jahrhundert. In: Mode und Bewegung. Hg. von Anna-Brigitte Schlittler und Katharina Tietze, Berlin 2013, S. 111–120.[26]
- Exegese, Memoria, Projektionsfläche. Überlegungen zu Funktionen und Ortsspezifik bebilderter Paramente des 13. bis 16. Jahrhunderts. In: Beziehungsreiche Gewebe – Textilien im Mittelalter. Hg. von Kristin Böse und Silke Tammen, Frankfurt am Main 2012, S. 269–285.[27]
- decus et doctrina. Studien zu Funktionen bebilderter Paramente (13.–16. Jahrhundert). (Promotionsschrift) [Microfiche], Berlin 2010.[28]
- Graffiti und Totentanz – Ephemerer Spiegel der Vergänglichkeit. Der Kölner Totentanz des Harald Naegeli. In: L’art macabre. 10. Jahrbuch der Europäischen Totentanz-Vereinigung. Hg. von Uli Wunderlich, Bamberg 2009, S. 33–48.[29]
- Textile Strategien der Grenzüberschreitung. Der Gösser Ornat der Äbtissin Kunegunde II. In: Frauen – Kloster – Kunst. Neue Forschungen zur Kulturgeschichte des Mittelalters. Beiträge zum Internationalen Kolloquium vom 13. bis 16. Mai 2005 anlässlich der Ausstellung Krone und Schleier. Hg. von Jeffrey F. Hamburger, Carola Jäggi, Susan Marti und Hedwig Röckelein in Kooperation mit dem Ruhrlandmuseum Essen, Turnhout 2007, S. 281–288.[30]
- Selbstinterpretation oder Fehlrezeption. Die Selbstbildnisse Albrecht Dürers gemeinsam mit Cornelia Logemann. In: Objekt der Begierde – Das Kunstwerk im Rampenlicht. Hg. von Thomas Niederbühl und Marc Wachsmann, Heidelberg 2000, S. 11–23.

### Kunstdidaktische und museumswissenschaftliche Beiträge
- Die neue ICOM-Museumsdefinition – Prager Teebuffetgespräche über einen mittelfristigen Lösungsversuch.[31]
- Tür auf – Comic und Co 2021. Kinder und Jugendliche erzählen in Wort und Bild. Hg. von Barbara M. Eggert und Claudia Hutterer, Linz 2021.[32]
- Ran an die Wand, rein in die Vitrine?! Internationale Positionen zum Ausstellen von Comics in der pädagogischen und musealen Praxis (E-Book). Hg. von Anna Maria Loffredo und Barbara M. Eggert, München 2020.[33]
- Was macht die Puppe im Museum? In: denkste: puppe / just a bit of: doll 1/2021, S. 27–32.[34]
- Ansichtssache(n)! Ein Plädoyer für Schauvitrinen außerhalb von Museen In: neues museum 3/2021, S. 62–65.[35]
- Möhrenbilder tiefer hängen! Wildes Kuratieren als Anregung für die museale Ausstellungspraxis. In: neues museum 4/2020, S. 62–65.[36]
- The Invisible Codification – Audio Guides and the Role of the Implied Listener. In: Text at the Museum. Hg. von Kinga Migalska und Dorota Jedruch, Krakau 2019, S. 85–96.[37]
- Partizipation macht Schule – Schule partizipiert. Das Kooperationsprojekt Tableau vivant – alte Bilder neu belebt. In: Impulse.Kunstdidaktik 24, November 2018, S. 26–37.[38]
- Was wollen wir für die Zukunft sammeln? Ein sammlungswissenschaftliches Praxisbeispiel. In: Professionalisierung in der Kunst/Pädagogik als Streitfall. Hg. von Anna Maria Loffredo, München 2018, S. 134–153.[39]
- KulturKontext Niederösterreich mit Kerstin Blumenstein, Maria Grandl, Elisabeth Kasser-Höpfner, Kathrin Kratzer, Johannes A. Löcker-Herschkowitz, Georg Neubauer, Florian Wiencek. In: 10th Forum Media Technology 2017, hg. von Wolfgang Aigner et al., St. Pölten 2017, S. 78–82.[40]
- Der Audioguide als Element der Lernkultur im Museum – Untersuchungen zum intendierten Hörer. In: Transkulturelle Perspektiven auf Kulturen des Lernens. Hg. von Wiltrud Gieseke, Steffi Robak und Ming-Lieh Wu, Bielefeld 2009, S. 215–242.[41]